# Kaitlin Olson
Kaitlin Willow Olson, född 18 augusti 1975 i Portland, Oregon, är en amerikansk skådespelare, producent, modell och komiker. Hon började sin karriär i Groundlings, en improvisationsgrupp i Los Angeles, och hade småroller i flera TV-serier innan hon fick rollen som Deandra "Sweet Dee" Reynolds i komedin It's Always Sunny in Philadelphia 2005.
Hon har också gjort filmroller som till exempel Leap Year (2010), The Heat (2013), och rösten till Destiny i Finding Dory (2016). Hon spelade också rollen som Mackenzie "Mickey" Molng i två säsonger i Fox-komedin The Mick.

## Uppväxt
Olson föddes i Portland, Oregon. Hennes far är Donald Lee Olson och mor är Melinda Leora. Hon bodde i Vashon Island, Washington, i Puget Sound, väst om Seattle, tills hon fyllde åtta år. Hennes familj flyttade tillbaka till Portland och slog sig ner i Tualatin, där Olson växte upp på en gård. Hennes far, Donald Olson, jobbade som utgivare av Portland Tribune från 2000 till 2001.

## Filmografi

### Film
| År   | Titel          | Roll          | Kommentar |
| ---- | -------------- | ------------- | --------- |
| 2000 | Eyes to Heaven | i.u.          | i.u.      |
| 2000 | Jacks          | Jocelyn       | i.u.      |
| 2000 | Coyote Ugly    | Budande kund  | i.u.      |
| 2001 | Fugly          | Cha Cha       | Kortfilm  |
| 2002 | Meet the Marks | Kaitlin Marks | i.u.      |
| 2003 | Scapegoats     | Jeannie       | Kortfilm  |
| 2009 | Weather Girl   | Sherry        | i.u.      |
| 2010 | Leap Year      | Libby         | i.u.      |
| 2010 | Held Up        | Rocky 2       | i.u.      |
| 2013 | The Heat       | Tatiana       | i.u.      |
| 2015 | Vacation       | Arizona Cop   | i.u.      |
| 2016 | Finding Dory   | Destiny       | Röst      |
| 2018 | Arizona        |               |           |

### Television
| År           | Titel                                    | Roll                         | Kommentar                                                      |
| ------------ | ---------------------------------------- | ---------------------------- | -------------------------------------------------------------- |
| 2000–2003    | Scruff                                   | Aunt Lil                     | i.u.                                                           |
| 2000–2007    | Curb Your Enthusiasm                     | Becky                        | Återkommande roll; 6 avsnitt                                   |
| 2002–2004    | The Drew Carey Show                      | Traylor                      | Återkommande roll; 12 avsnitt                                  |
| 2003         | Miss Match                               | Jillian                      | Avsnitt: "Who's Sari Now?"                                     |
| 2004         | Significant Others                       | Lauren                       | Avsnitt: "The First Time"                                      |
| 2004         | George Lopez                             | Janet                        | Avsnitt: "Home Sweet Homeschool"                               |
| 2005         | Kelsey Grammer Presents: The Sketch Show | Various Characters           | i.u.                                                           |
| 2005–present | It's Always Sunny in Philadelphia        | Deandra "Sweet Dee" Reynolds | Huvudroll; 133 avsnitt                                         |
| 2006         | Out of Practice                          | Debbie                       | Avsnitt: "Model Behavior"                                      |
| 2007         | The Riches                               | Hartley Underwood            | 5 avsnitt                                                      |
| 2011         | Family Guy                               | Brenda Quagmire              | Röstroll; avsnitt: "Screams of Silence: The Story of Brenda Q" |
| 2012         | Unsupervised                             | Carol / Danielle             | Röstroll; 7 avsnitt                                            |
| 2012         | Brickleberry                             | Ethel                        | Röstroll; 10 avsnitt                                           |
| 2014–2015    | New Girl                                 | Ashley                       | 2 avsnitt                                                      |
| 2015         | Bob's Burgers                            | Helen                        | Röstroll; avsnitt: "Housetrap"                                 |
| 2016         | Cassius & Clay                           | Ordwood Cassius              | Röstroll; osålt pilotavsnitt                                   |
| 2016         | The Simpsons                             | Quinn                        | Röstroll; avsnitt: "The Girl Code"                             |
| 2017–2018    | The Mick                                 | Mackenzie "Mickey" Molng     | Ledande roll; 37 avsnitt                                       |